# Cosmopterix attenuatella
Cosmopterix attenuatella is een vlinder uit de familie prachtmotten (Cosmopterigidae). De wetenschappelijke naam is voor het eerst geldig gepubliceerd in 1864 door Walker.
De soort komt voor in Europa.